# 馬寮

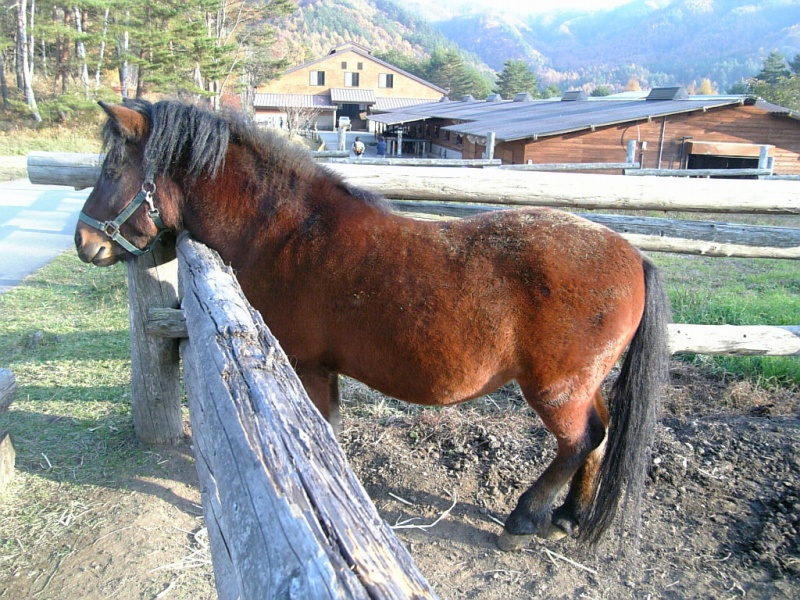
日本古代常見軍馬「木曾馬」

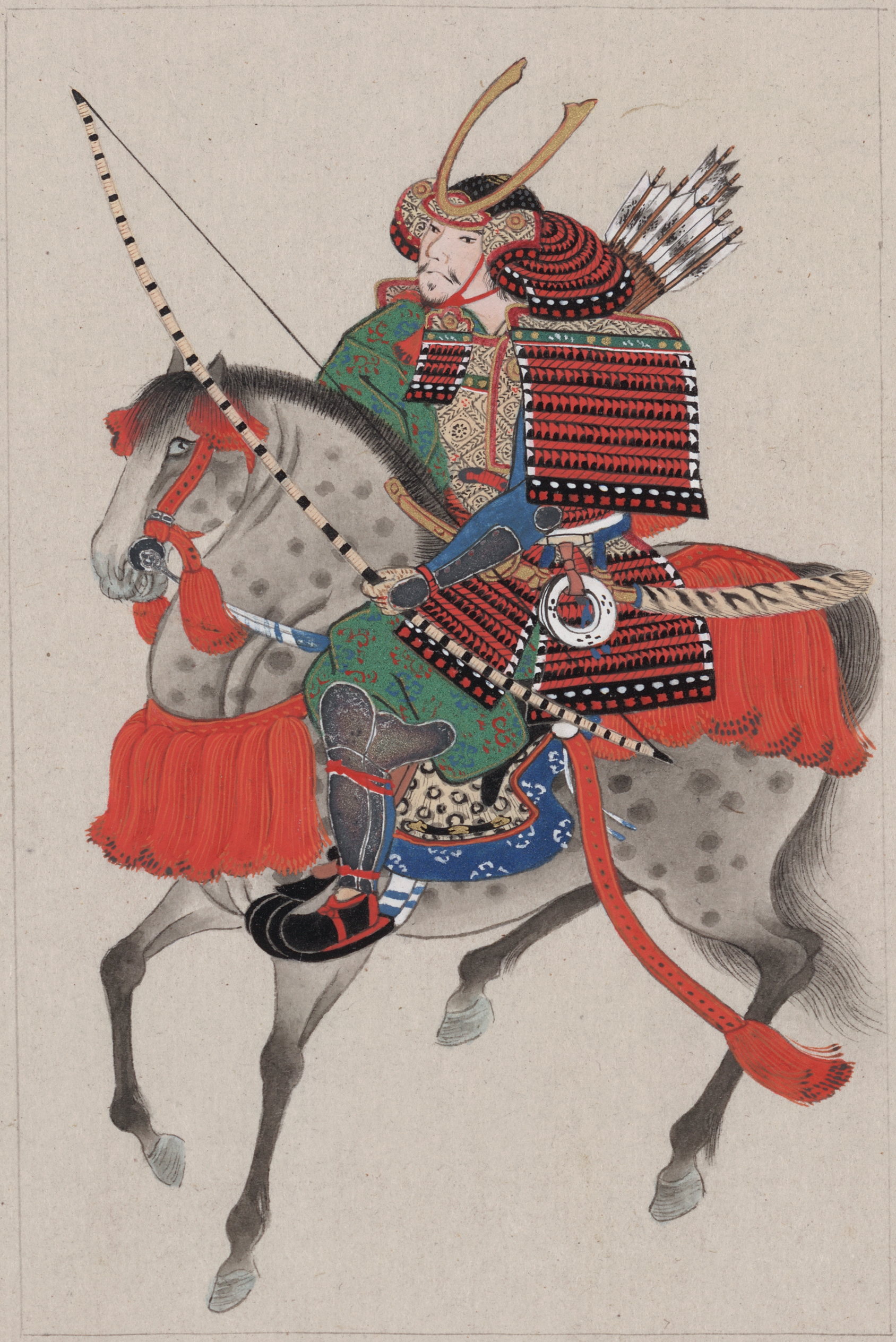
騎馬的日本武士

馬寮，日本律令制官署名，不從屬於太政官，為獨立機構。馬寮分左右兩個部門，負責管理、飼育、訓練、培養地方各國上貢而來的馬匹，並且也包含製作馬具、調配飼料等事務的部門。唐名稱之為駕部、太僕寺、典廄。實際最高總裁為相當從三位的令外官上卿：左右馬寮御監，這個職位按照慣例由左右近衛大將兼任。
而律令制的四等官制下，馬寮的長官為相當從五位上的左右馬頭（唐名：駕部郎中、太僕寺卿等），而因為馬匹和戰爭、武士的高度相關，因此馬寮也成為武家社會裡非常重要的官署，如室町幕府時期，便將「左馬頭」視作下一代將軍的職位，在幕府裡被視作相當於「副將軍」的身分，可見其地位之重要。

## 沿革

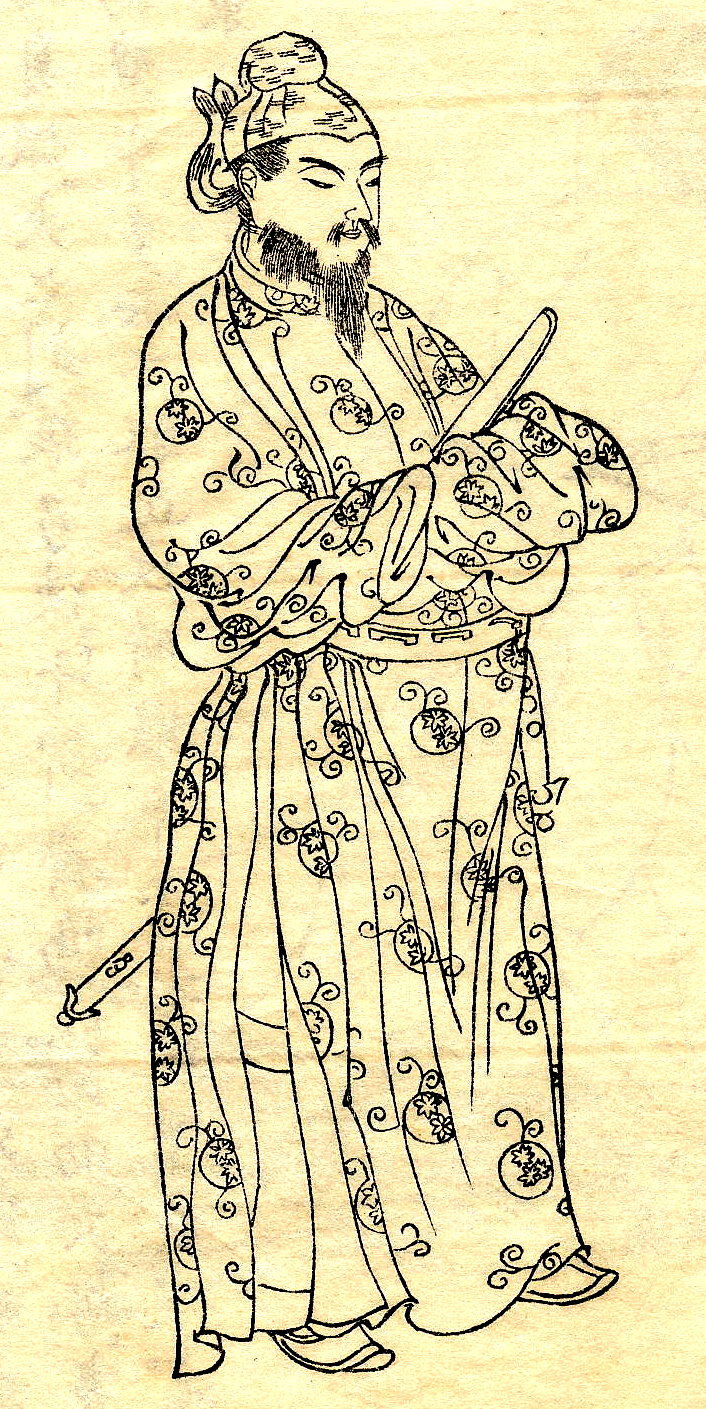
「廄戶王」
聖德太子像

### 律令制以前的馬官
在日本發展為律令制國家以前，在日本的中央朝廷裡就已經有與培養和訓練馬匹相關的官署。飛鳥時代（538年－710年）初期，歷史上有名的聖德太子（572年－621年）的本名為廄戶，在日本史書《古事記》裡記載其為「上宮之廄戶豐聰耳命」，另外在《日本書記·卷第廿二·推古元年(593年)·四月己卯條》裡也記載到「夏四月庚午朔己卯。立厩戸豐聰耳皇子爲皇太子。仍錄揶政。以萬機悉委焉。橘豐日天皇第二子也。母皇后曰穴穗部間人皇女。皇后懷姙開胎之日。巡行禁中。監察諸司。至于馬官。乃當廐戸。而不勞忽産之。生而能言。有聖智。及壯一聞十人訴。以勿失能辨。兼知未然。且習内教於高麗僧惠慈。學外典於博士覺哿。並悉達矣。父天皇愛之令居宮南上殿。故稱其名謂上宮廐戸豐聰耳太子。」可知當時便已有管馬的官員存在了。
到了飛鳥後期，文武天皇大寶元年（701年）頒布的大寶律令以及孝謙天皇天平寶字元年（757年）養老律令這兩個律令裡面，就有提到有設立左右馬寮，並且以左右馬頭為長官，負責管理、飼育、訓練、培養地方各國上貢而來的馬匹，並且也包含製作馬具、調配飼料等事務。
而後在《續日本紀·卷廿六·天平神護元年（765年）·五月庚戌條》裡也提到「播磨守從四位上日下部宿祢子麻呂等言。部下賀古郡人外從七位下馬養造人上款云。人上先祖吉備都彦之苗裔。上道臣息長借鎌。於難波高津朝庭。家居播磨國賀古郡印南野焉。其六世之孫牟射志。以能養馬仕上宮太子被任馬司。因斯。庚午年造籍之日。誤編馬養造。伏願。取居地之名。賜印南野臣之姓。國司覆審。所申有實。許之。」也提到了負責培養朝廷馬匹的官署馬司和相應馬官的存在。

### 馬寮監時期
根據日本歷史學者、東京大學名譽教授坂本太郎對於左右馬寮的研究（續日本紀研究）中認為，在飛鳥浄御原令（681年）的法令制度下，作為過渡時期，馬寮可能還沒有分化成左右兩部分。在奈良時代初期設置了馬寮監這個職位，作為左右馬寮的總理官員，作為令外官去管轄左右馬頭及馬寮的各項事務。首次見於日本史書上是在《續日本紀·卷五·和銅4年12月（712年1月）條》：「以從五位下葛木王。補馬寮監」的這條描述裡。

### 令制官馬寮
大寶令和養老令這兩項律令中提到令制官下的左右馬寮的各項內容，如《養老職員令》：「掌閑馬調習、養飼、供御乘具、配給穀草及飼部戶口名籍事。」並且在裡面規定了左右馬寮的職員配置，各配置了頭1人、助1人、大允，小允各1人、大属，小属各1人。而馬寮四等官之下還各有馬醫2人、馬部60人、使部20人、直丁2人，以及還有負責飼養的飼丁人員。
在桓武天皇當政的平安時代初期，曾經一度將左右兩個馬寮合併為一個部門「主馬寮」，而後在下一任天皇，平城天皇時代裡，大同3年（808年）合併了兵部省下屬的機構兵馬司進入馬寮裡面，並重新將馬寮分為左右兩個機構。

## 構成

### 總裁

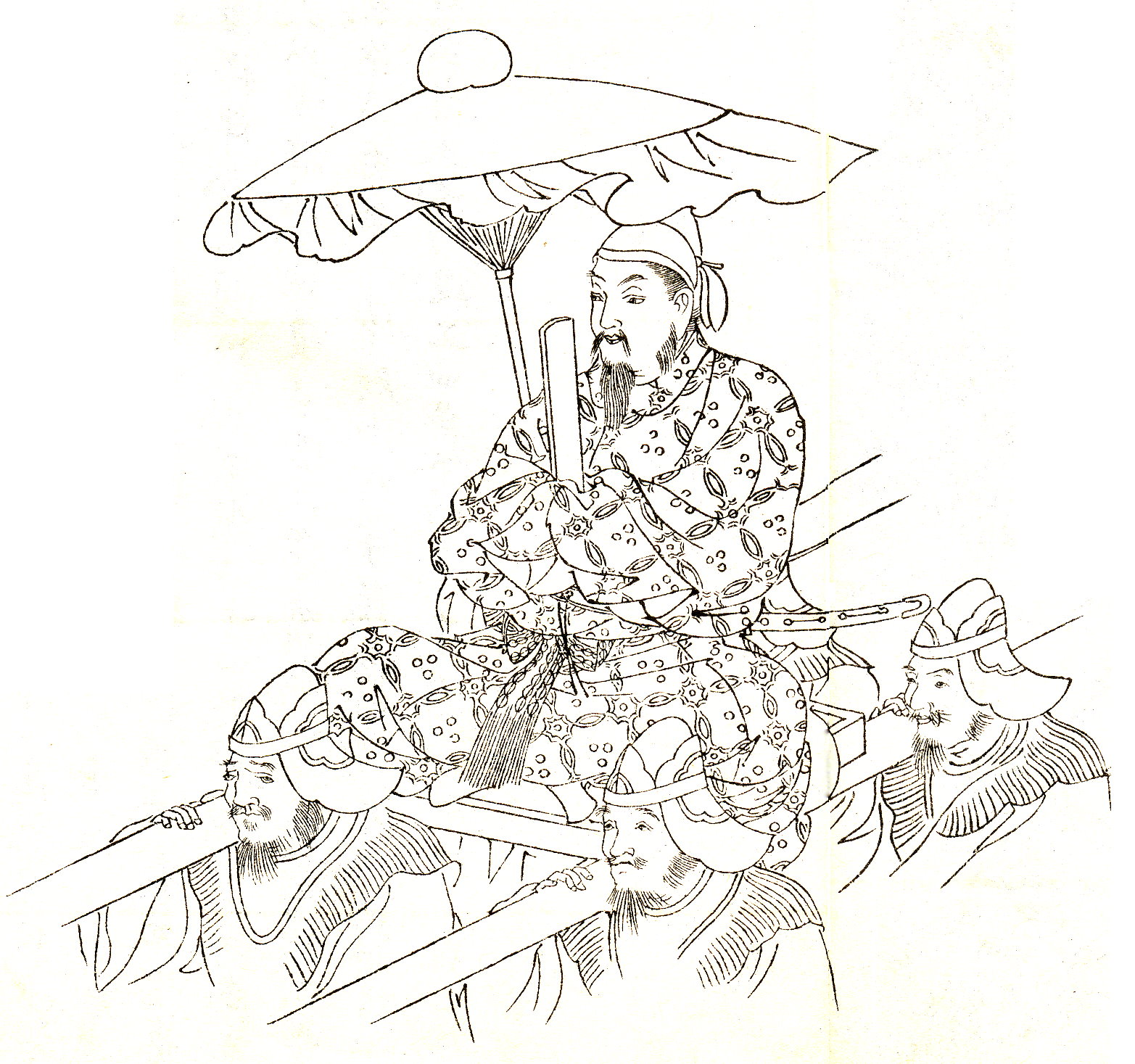
原皇族葛城王（葛木王）
正一位・左大臣橘諸兄

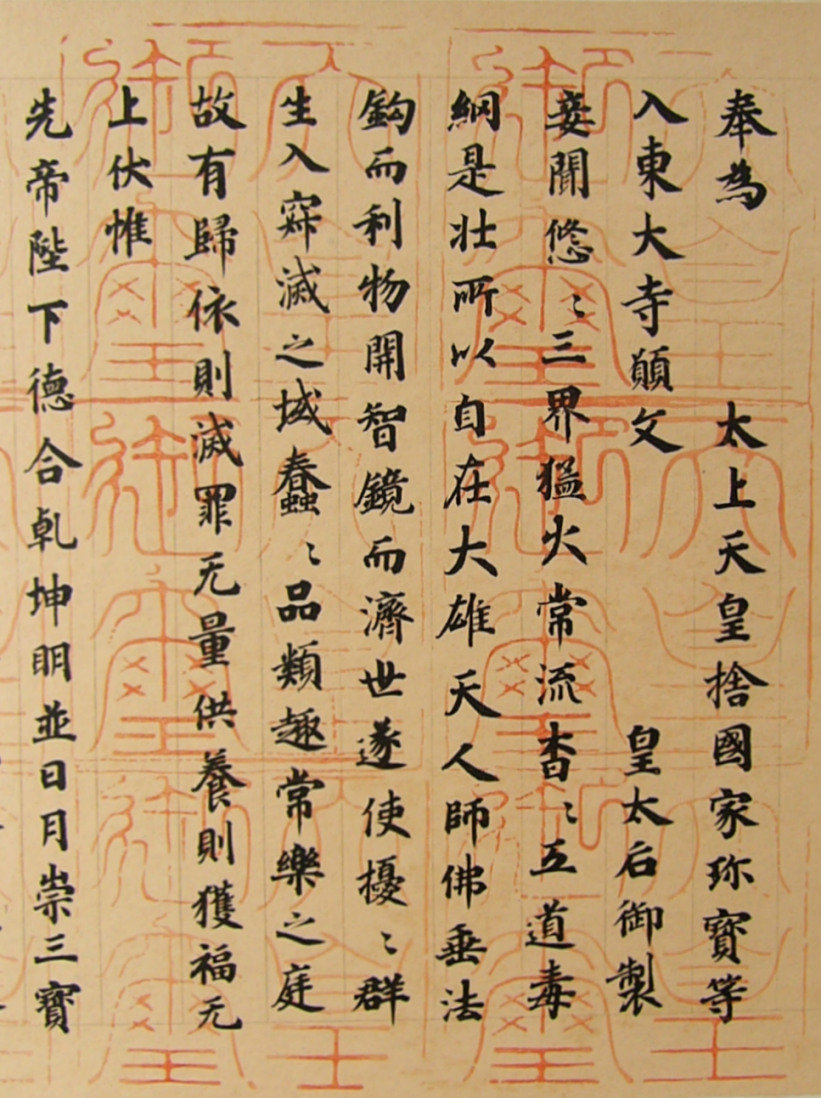
東大寺獻物帳中的「國家珍寶帳」開頭

『御監』（從三位）
左馬寮御監和右馬寮御監是左右馬寮的總裁長官，是設於律令制四等官制之上的令外官，因馬寮對於國家的重要，因此特設該職總理此官署，且位列「從三位」的公卿，是朝廷上卿之一，定員為各1人。
日本歷史上首次紀錄「馬寮監」一職是在《續日本紀·卷五·和銅4年12月（712年1月）條》：「以從五位下葛木王。補馬寮監」，可見在奈良時代（710年－794年）初期以前日本就已經有這個職位存在了。而後在天平勝寶8年（756年）6月12日的孝謙天皇的東大寺宮宅田園施入勅和同年6月21日、7月26日的東大寺獻物帳等文獻中首次提到「左右馬監」一職，被設於左右馬寮所有官員之上，為統轄兩寮的令外官職位。
在平安時代以後，由天皇的御林軍統領，近衛府長官「左右近衛大將」兼任該職位。而到了鎌倉時代（1185年－1333年）中期起，公家裡擁有清華家家格的西園寺家世襲馬寮御監的職位。而室町幕府第3任征夷大將軍足利義滿以後開始，日本的歷代幕府將軍都會世襲兼任「馬寮御監」這個軍事重職。

### 長官
『頭』（從五位上）
《養老令·職員令》：「頭一人。掌左右閑馬調習。養飼。供御乘具。配給穀草及飼部戶口名籍事。」
左馬頭和右馬頭是左右馬寮四等官中的長官，該官職的定員為左右各1名，左右馬頭的職務是掌管朝廷馬匹和天皇御廄的管理、培養飼餵、製作馬匹的各式乘具，並且管理飼部（牧人，養馬人）的戶口資料，並且也負責管轄分配在各國的朝廷牧場（養老律令時期，分配在武藏國、上野國、甲斐國、信濃國這四個令制國的32所牧場，裡面有飼養牛馬等動物）及下屬官員。唐名稱為「駕部郎中」、「尚乘奉御」、「乘黃令」、「太僕卿」、「典廄令」。
而因為馬匹和戰爭、武士的高度相關，因此馬寮也成為武家社會裡非常重要的官署，如室町幕府時期，便將「左馬頭」視作下一代將軍的職位，在幕府裡被視作相當於「副將軍」的身分，可見其地位之重要。

### 次官
『助』（正六位下）
左馬助和右馬助是左右馬寮四等官中的次官，該官職的定員為左右各1名，唐名稱為「駕部員外郎」、「太僕少卿」、「典廄少令」、「典廄員外郎」、「駙馬都尉」。權官稱為「左右馬權助」。

### 判官
『大允』（正七位下）
左馬大允和右馬大允是左右馬寮四等官中的上級判官，該官職的定員為左右各1名，唐名稱為「太僕丞」、「典廄丞」、「馬都尉」。
『少允』（從七位上）
左馬少允和右馬少允是左右馬寮四等官中的下級判官，該官職的定員為左右各1名，唐名稱為「太僕丞」、「典廄丞」、「馬都尉」。

### 主典
『大屬』（從八位上）
左馬大屬和右馬大屬是左右馬寮四等官中的上級主典，該官職的定員為左右各1名，唐名稱為「駕部主事」、「尚乘令史」。
『少屬』（從八位下）
左馬少屬和右馬少屬是左右馬寮四等官中的下級主典，該官職的定員為左右各1名，唐名稱為「駕部主事」、「尚乘令史」。

### 職員
- 『馬醫』：令義解（日语：令義解）（718年）：「馬医二人。」馬醫負責馬匹的各項治療有關的職務，定員為左右各2人，官位為相當『從八位上』。[10]
- 『史生』：負責公文書寫、文案整理的下級書記官。該官職的定員起初為2名，後面改為4名。[4]
- 『馬部』：負責實際為馬匹調理身體和飼養培育的職員，該官職的定員左右各60名。[4]
- 『使部』：負責接受官員驅使去做各項雜務的職員。該官職的定員為30名。正六位－從八位官員的成年滿21歲且未在朝廷任職的嫡子（日本律令五位以上為貴族），這些還沒當官的中下級官員嫡子，朝廷會根據其能力區分為上中下三等，上等便會被分配來大舍人寮擔任天皇近侍之一的「大舍人」，次之的中等則會被分配到兵衛府擔任天皇侍衛的「兵衛」，再次之的下等則會被分配到各役所擔任受驅使各項雜務的下級職員「使部」。[11]
- 『直丁』：負責被驅使各項雜役的職員，左右各2名。[12]
- 『飼丁』[4]